# 阿文 (加利福尼亚州)
阿文（英語：Arvin）是美国加利福尼亚州克恩县下属的一座城市。建市于1960年12月21日，面积大约为4.82平方英里（12.5平方公里）。根据2010年美国人口普查，该市有人口19,304人。